# 明治大学大学院商学研究科・商学部
明治大学商学部（めいじだいがく しょうがくぶ、英称:School of Commerce）は、明治大学が設置する商学部。明治大学大学院商学研究科（めいじだいがくだいがくいんしょうがくけんきゅうか）は、商学を教育・研究する明治大学の大学院商学研究科。

## 概説
1904年、私学初の商学部として設立。
開設に当たっては、渋沢栄一や名村泰蔵（大審院長）らの尽力もあり、経済界及び、経済学会を代表する多くの人材が参画。教員には、後に明大総長となる志田鉀太郎の他、東京商科大学初代学長の佐野善作を始めとした、關一、村瀬春雄、下野直太郎、星野太郎、坂本陶一、石川文吾、瀧本美夫、横井時冬といった東京高商（現一橋大学）の関係者を中心に招聘された。ゼミナールなどによる少人数教育を重視し、学科は商学科1学科で、商学の広い分野を学ぶことができるようになっている。
「権利自由」・「独立自治」の建学の精神及び「学理実際兼ね通ずる人材の養成」という学部創設以来の基本的教育理念を継承し、専門と教養の『知の融合』を通じて、学生の内面に新たな価値観、人間観及び世界観を『創生』することで、社会において活躍できる有為な人材を育成する。このため、商学の専門知識と深い教養とを内面的に融合させるとともに、さらに『総合的市場科学』の視点に基づく商学の最先端分野の理論的・実証的研究を行い、その成果を学生に教授することで、市場現象にかかわる多様な問題を的確に分析して解決ができる総合的判断力の涵養を目的とする。
1･2年次は基礎・総合教育科目を学び、3年次からはコース制が採用されている。下記7コースから選択し履修する方式となるが、他コースの科目を単位修得することも可能であり、自由度が高く幅広い学びが可能である。
- プライド・エコノミクス
- マーケティング
- ファイナンス＆インシュアランス
- グローバル・ビジネス
- マネジメント
- アカウンティング
- クリエイティブ・ビジネス

1・2年生は和泉キャンパス、3・4年生は駿河台キャンパスが学習拠点となる。
学内スラングとして、”看板の商”などと呼称されることがある。

## 沿革

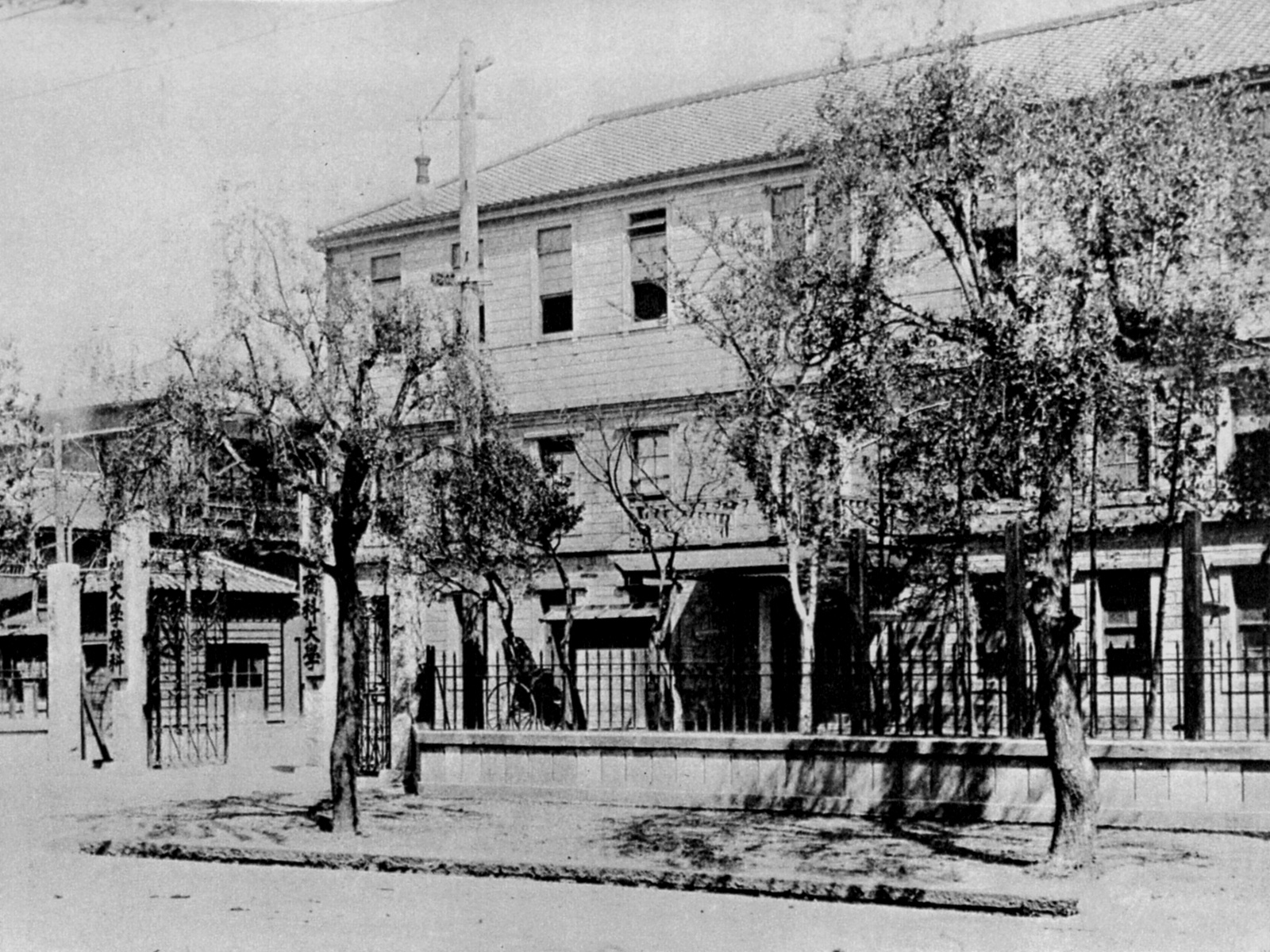
明治大学錦町分校（1909年頃）

- 1903年 - 明大出身者が組織する「交友実業会」その総会において「明治大学に商科を設くる事」が決議される。
- 1904年 - 専門学校令による明治大学に商学部を設立[5]。
- 1908年 - 大学部（商科）に改称[6]。
- 1909年 - 東京高商申酉事件に関する学生大会を開催。錦町分校に移転。
- 1910年 - 小松宮邸跡地の新校舎（現在の駿河台キャンパス）で授業開始。
- 1911年 - 山口高商を集団退学した清国人留学生45名が明大商科に転入する[7]。
- 1920年 - 大学令による商学部設立認可。
- 1928年 - 演習（ゼミナール）を行うための学則改正認可、同年、商学部ゼミナール制度設置。
- 1929年 - 専門部商科二部を設置[5]。
- 1930年 - 明治大学商業学校を設置[5]。
- 1949年 - 経理研究所開設。
- 1949年 - 新制明治大学商学部が発足（商学科・産業経営学科）。二部を設置[5]。
- 1951年 - 商品陳列館を設立[8]（1957年一般公開）。
- 1952年 - 法・商・政経の1年、2年の教養課程を和泉キャンパスに移す。
- 1953年 - 旧制学部最後・新制学部最初の合同卒業式を挙行。
- 1954年 - 学部創設50周年、教授会40名（別名：助手会）。
- 1960年 - 旧三浦謹之助邸を購入（11号館用地）。
- 1965年 - 駿河台11号館完成（現在のグローバルフロントの場所）。
- 1966年 - 商品陳列館が小川町校舎に移転[9]。
- 1967年 - 1年、2年に教養演習を設置（現在の商学部における基礎演習に相当）。
- 1981年 - 商品陳列館が駿河台11号館に移転[10]。
- 1985年 - 商品陳列館が大学会館内に移転[11]。
- 1991年 - 商品陳列館の事務部門を商学部から分離[12]。
- 1995年 - 商学部、新カリキュラムへ移行（2学科6コース制ほか）。
- 2001年 - 4月から産業経営学科を廃止。商学部商学科1学科6コース制へ。
- 2004年 - 商学部創設100年。商学部第二部（夜間）の廃止。
- 2006年 - 1学科7コース制に移行。
- 2007年 - 商学部ダブル・コア制度導入。
- 2011年 - 創立130周年記念国際シンポジウム「ファッション・ビジネス教育の世界展開」を開催。
- 2014年 - 商学部創設110周年（立教・青山学院・関西学院との合同シンポジウム）。

## キャンパス

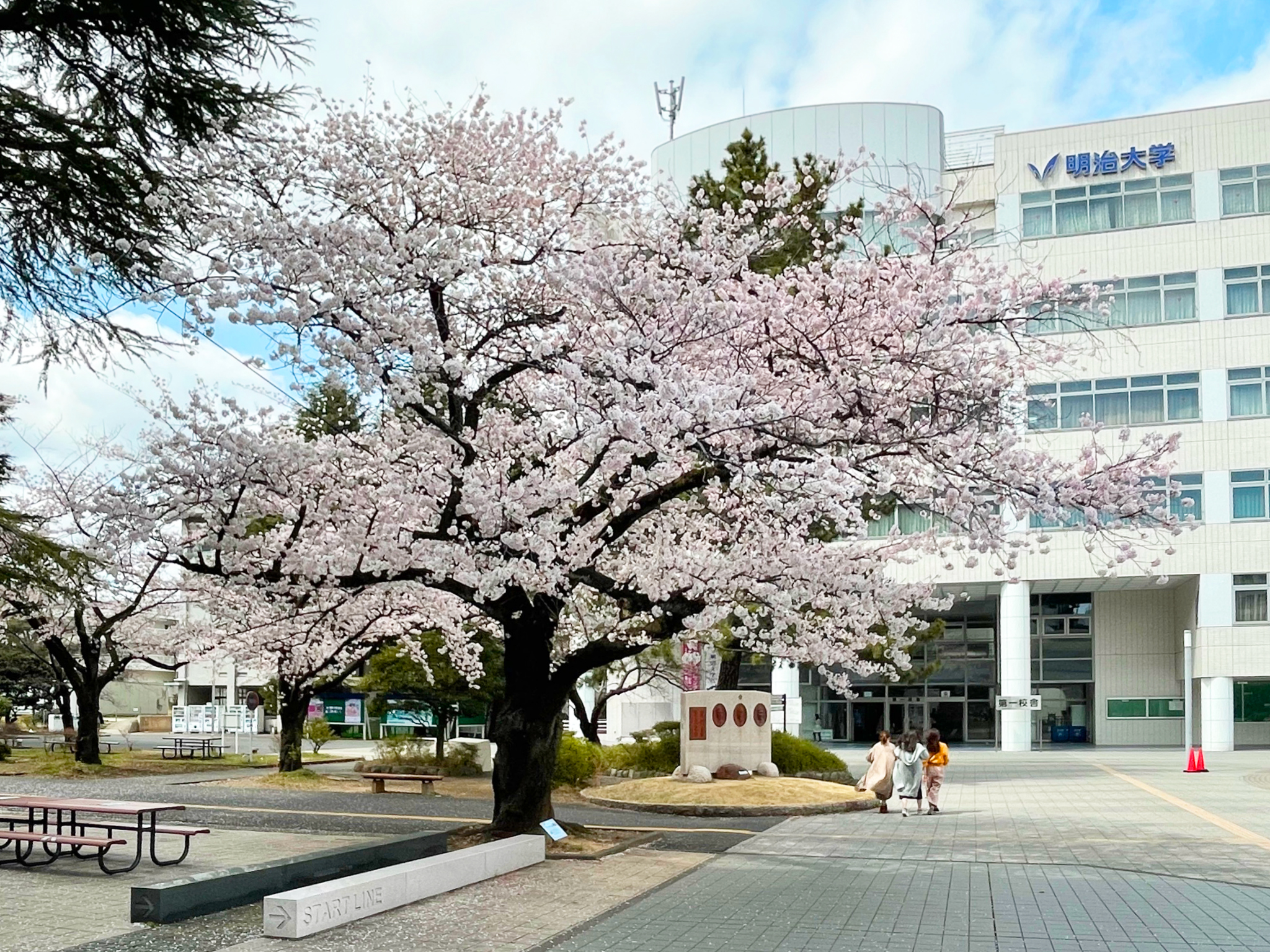
和泉キャンパス
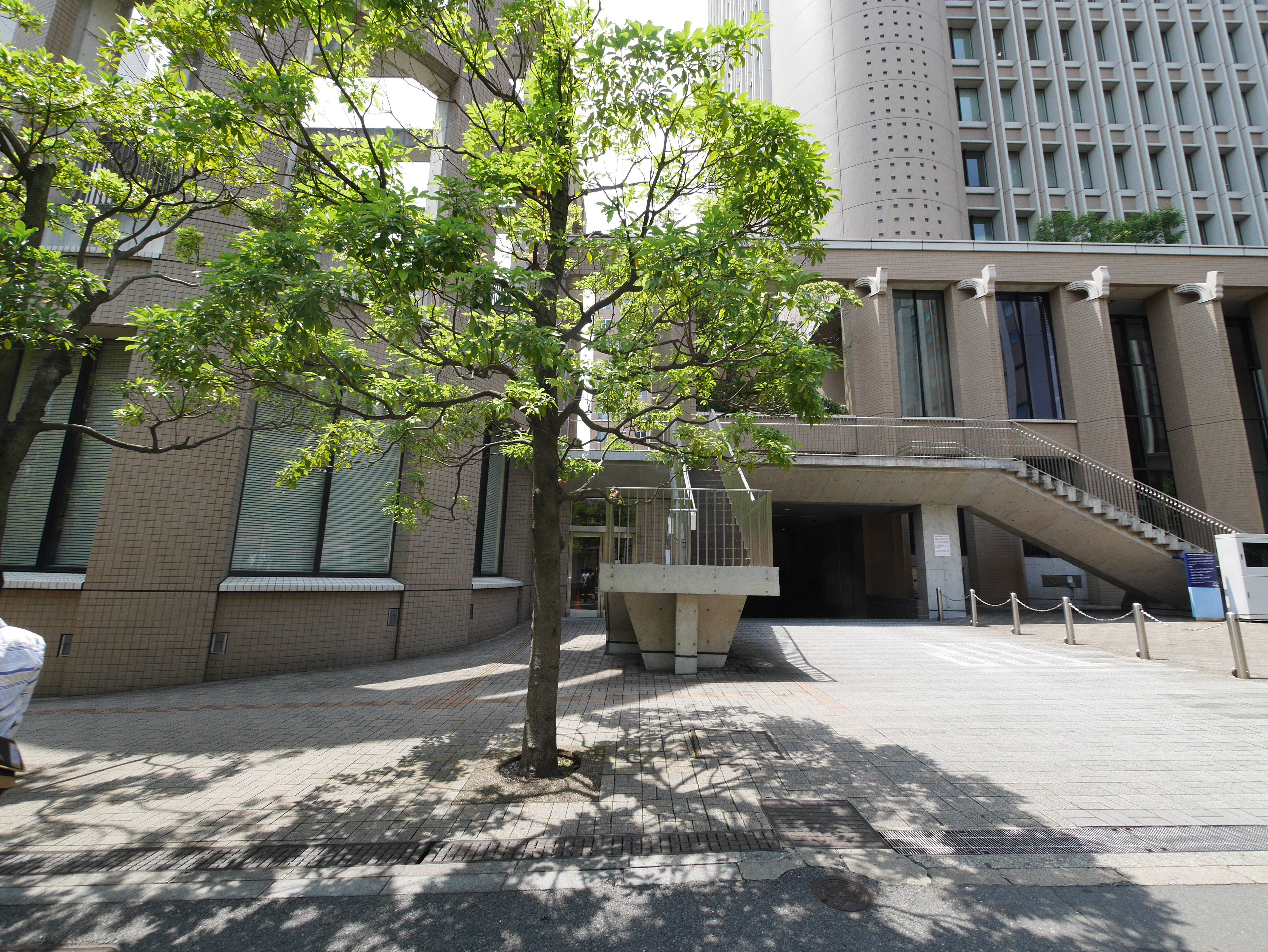
駿河台キャンパス

- 学部1・2年次 - 和泉キャンパス（杉並区永福）
- 学部3・4年次 - 駿河台キャンパス（千代田区神田駿河台）

学生の間では、駿河台への進級後に和泉の必修科目を再履修することを「和泉返し」、留年することを「和泉止まり」と呼ぶ。

## 学部・学科
- 商学部
  - 商学科[4]
  - 入学定員1000人・収容定員4000人[4]

## 大学院
- 商学研究科（博士前期課程・博士後期課程）
  - 商学専攻
    - 経済系列
    - 商業系列
    - 経営系列
    - 会計系列
    - 金融・証券系列
    - 保険系列
    - 交通系列
    - 貿易系列

## 著名な出身者

### 政治
- 松山政司 - 元一億総活躍担当大臣兼IT政策担当大臣兼科学技術政策担当大臣、元日本青年会議所会頭
- 石田幸四郎 - 元総務庁長官、元公明党委員長
- 桜田義孝 - 元東京オリンピック競技大会・パラリンピック競技大会担当大臣、元自民党行政改革推進本部長、元文部科学副大臣、元外務大臣政務官
- 萩生田光一 - 経済産業大臣、元文部科学大臣、元内閣人事局長　商学部第二部
- 宮幡靖 - 元通商産業政務次官、元名古屋地方税理士会長
- 松本瀧蔵 - 元内閣官房副長官、元明治大学教授
- 前田郁 - 元運輸政務次官、元東京観光バス社長
- 斉藤一雄 - 元衆議院議員、元日本社会党東京都本部委員長
- 山田英介 - 元衆議院議員、司法書士
- 原正夫 - 元郡山市長、元福島県議会議員
- 藤森英二 - 元郡山市長、元郡山市保健衛生部長
- 今井清二郎 - 元富岡市長
- 松崎秀樹 - 元浦安市長、元千葉県議会議員
- 波多野重雄 - 元八王子市長、元東京都市長会会長、元東京税理士会会長
- 飛嶋繁 - 元藤沢市、元衆議院議員
- 中野弘道 - 焼津市長、元静岡県議会議員
- 服部彰文 - 弥富市長
- 小林嘉文 - 笠岡市長
- 小渕光平 - 元中之条町長、元総理大臣小渕恵三の兄

### 経済
- 相浦一成 - GMOペイメントゲートウェイ社長、GMOインターネットグループ副社長
- 浅川征一郎 - 元太平書屋社長、岩瀬弥助記念書物文化賞
- 有明一夫 - 元大和SMBCキャピタル社長
- 池田一義 - 埼玉りそな銀行社長
- 石黒靖尋 - ホーマック創業者・元会長
- 岩熊博之 - 東京証券取引所社長
- 岩崎浩一 - トオカツフーズ会長、元日清フーズ社長
- 岩田巌 (実業家)
- 卜部博文 - 卜部グループ創業者
- 小幡鋹伸 - 元豊田スタジアム社長、元全日本トラック協会副会長
- 笠原盛泰 - アイレクススポーツクラブ社長、日本フィットネス産業協会副会長
- 草木頼幸 - 大和総研ホールディングス社長、大和総研社長
- 小島耕 - 水戸ホーリーホック社長
- 駒田一郎 - 京王百貨店社長、元京王リテールサービス社長
- 西郷辰弘 - 薬王堂ホールディングス創業者・社長
- 斉藤薫 - 遠州鉄道社長、浜松商工会議所会頭
- 坂田正弘 - キヤノンマーケティングジャパン社長
- 塩澤護 - 養命酒製造社長、養命酒製造社長塩澤友茂の子
- 塩屋義之 - 元西部ガス社長、藍綬褒章
- 鈴木明人 - GMO TECH創業者・社長CEO
- 瀬木博信 - 元博報堂社長、創業者瀬木博尚の次男
- 髙崎秀雄 - 日東電工社長
- 高津祐一 - ウェブマネー創業者・元社長
- 玉井信光 - フィンテックグローバル創業者・社長
- 鳥塚亮 - えちごトキめき鉄道社長、元いすみ鉄道社長
- 中野晴啓 - セゾン投信創業者・会長CEO、投資信託協会副会長
- 初川浩司 - PwCあらた有限責任監査法人代表執行役CEO
- 花井孝久 - 元大正海上火災保険社長
- 久岡克佳 - 元ノヴィル社長、元ノヴィル社長久岡國市の子
- 福積忠男 - 長府製作所元社長、元会長
- 藤居讓太郎 - 日本サブウェイ創業者・元社長、元ファーストキッチン社長
- 藤川幸廣 - マルチビッツ社長
- 舩曵寛眞 - 元日本エアシステム社長、元定期航空協会会長
- 松栄立也 - 元DMM.com社長、DGホールディングス社長
- 松本和那 - 元マツモトキヨシ会長、元衆議院議員、創業者松本清の長男
- 松本洋介 - 元トレンダーズCOO
- 水江博 - 関電工社長
- 宮森和夫 - 元丸善石油（現コスモ石油）社長
- 村田嘉一 - 元日立情報システムズ会長、元日立キャピタル社長、日立製作所特別顧問
- 森谷哲也 - トラベルジャーナル創業者・元社長、元世界旅行博会長
- 森永太平 - 元森永製菓社長、創業者森永太一郎の三男
- 諸橋廷蔵 - ゼビオホールディングス創業者、諸橋近代美術館設立者
- 柳谷孝 - 明治大学理事長、元野村証券副会長
- 山井太 - スノーピーク社長
- 山崎春之 - 元駿河台学園理事長兼学園長、元駿台文庫社長、駿河台大学名誉総長、藍綬褒章
- 山本良一 - J.フロント リテイリング社長、大丸松坂屋百貨店社長、日本百貨店協会副会長
- 渡邊智恵子 - 小諸エコビレッジ設立代表理事
- 渡辺政人 - 元日本鋼管社長、元東京窯業社長、元東北開発総裁、元明治大学理事長
- 渡邉美樹 - ワタミ創業者、元参議院議員

### 行政
- 住本博 - 元国連環境計画国際環境技術センター上級審議役、元駐ギニア大使
- 梶原広彦 - 元財務省大臣官房審議官、日本経済研究所理事
- 森田幸一 - 元駐ジンバブエ大使、元コタキナバル総領事
- 細谷知行 - 元山形県副知事、元山形県住宅供給公社理事長、元山形県道路公社理事長、元山形県スポーツ振興21世紀協会理事長
- 山本大介 - 在ジッタ日本国総領事館 総領事

### マスコミ
- 五社英雄 - 元フジテレビジョン映画部長
- 佐々木正洋 - フジ・メディア・テクノロジーチーフディレクター
- 後藤隆一郎 - イマジネーション代表取締役
- 岩澤靖 - 元北海道テレビ放送社長、元札幌大学理事長
- 秋元秀雄 - 元産経新聞社記者

### 士業
- 宮坂保清 - 公認会計士、元日本公認会計士協会会長、元第一監査事務所代表社員
- 山上一夫 - 公認会計士、元日本公認会計士協会会長、元日本医科大学顧問
- 河野一英 - 公認会計士、元センチュリー監査法人会長、日本公認会計士協会学術賞
- 大槻哲也 - 社会保険労務士、元全国社会保険労務士会連合会会長

### 研究
- 麻生平八郎 - 商学、元明治大学総長、元日本交通学会会長、交通文化賞
- 阿部周造 - 経営学、元早稲田大学消費者行動研究所所長、元日本商業学会会長
- 春日井薫 - 商学、元明治大学総長
- 川井良介 - メディア研究、東京経済大学教授、元日本出版学会会長
- 菊谷正人 - 会計学、法政大学名誉教授
- 北島忠男 - 経営学、明治大学名誉教授
- 木元進一郎 - 経営学、明治大学名誉教授、元浜松大学学長、元労務理論学会会長
- 佐々木恒男 - 経営学、元青森公立大学学長、組織学会高宮賞
- 佐々木吉郎 - 経営学、元明治大学総長、明治大学経営学部創設者、藍綬褒章
- 佐藤誠二 - 会計学、同志社大学教授、元静岡大学理事・副学長、静岡鉄道監査役
- 佐藤信彦 - 会計学、元明治大学教授、元日本簿記学会会長、元日本会計研究学会会長補佐
- 佐藤博明 - 会計学、元静岡大学学長、元静岡鉄道監査役、元宇都宮大学監事、元福島大学監事
- 里見常吉 - 経済学、明治大学名誉教授
- 下村英紀 - 祖税法、東北大学教授
- 鈴木健嗣  - 経営学、一橋大学教授、日本経営財務研究学会副会長、日経・経済図書文化賞
- スズキ・トモ - 会計学、元オックスフォード大学教授、早稲田大学教授、元内閣総理大臣補佐官顧問
- 鈴木豊 - 会計学、青山学院大学名誉教授、元亜細亜大学副学長、元会計大学院協会理事長
- 角谷光一 - 会計学、明治大学名誉教授
- 竹内幸雄 - 経済史、日本大学教授
- 竹田志郎 - 経営学、横浜国立大学名誉教授
- 徳永豊 - 経営学、明治大学名誉教授、日本経営診断学会名誉会長
- 成田修身 - 会計学、日本大学名誉教授
- 新倉貴士 - 経営学、法政大学教授、日本商業学会副会長
- 野中郁江 - 経営学、明治大学教授、日本私立大学教職員組合連合中央執行副委員長
- 長吉眞一 - 会計学、明治大学名誉教授
- 藤芳誠一 - 経営学、明治大学名誉教授、元東亜大学副学長
- 船岡誠 - 歴史学、北海学園大学名誉教授
- 溝口一雄 - 会計学、神戸大学名誉教授、元日本学術会議会員、日本会計研究学会賞
- 百瀬房徳 - 会計学、獨協大学名誉教授
- 森川八洲男 - 会計学、明治大学名誉教授、元日本簿記学会会長
- 山口孝 - 会計学、明治大学名誉教授、元東京家政学院理事長
- 渡辺良夫 - 金融論、明治大学教授

### 文学
- 富田常雄 - 小説家、直木賞、柔道五段
- 羽田圭介 - 小説家、芥川賞、文藝賞
- 三浦明博 - 小説家、コピーライター、江戸川乱歩賞
- 井上雅彦 - 小説家、星新一ショートショート・コンクール優秀賞
- 田村雅之 - 詩人、編集者、横浜詩人会賞

### 音楽
- 古賀政男 - 作曲家、国民栄誉賞、紫綬褒章
- たなかゆきを - 作詞家、元日本音楽著作権協会評議員会副議長、元日本作詩家協会事務局長

### 美術、映像
- 山田朝彦 - 彫刻家、日本芸術院賞、日展文部科学大臣賞
- 藤代冥砂 - 写真家、講談社出版文化賞写真賞
- 室賀厚 - 映画監督、ビジネスジャンプ映像大賞グランプリ
- 安藤親広 - 映画プロデューサー、ロボット常務取締役

### 芸能
- 堀威夫 - 芸能プロモーター、ホリプロ創業者
- 高倉健 - 俳優、文化勲章、紫綬褒章、毎日芸術賞
- 北川景子 - 女優、第41回日本アカデミー賞優秀助演女優賞、エランドール賞新人賞
- 山下智久 - アイドル、元NEWSメンバー
- 東野英治郎 - 俳優、随筆家、第5回ブルーリボン賞助演男優賞、紀伊國屋演劇賞
- 岡森諦 - 俳優、声優
- 巖金四郎 - 俳優、声優、紫綬褒章、和田賞
- 村上不二夫 - 俳優、タレント
- 多田広輝 - 俳優、声優
- 倉田恭子 - 女優
- ロイ・ジェームス - 俳優、タレント
- 瀬尾タクヤ - 俳優
- 野村浩三 - 俳優
- マギー - 俳優、脚本家、演出家
- 大川泰雅 - 俳優、TikToker
- 須藤正裕 - 俳優
- ユキオ・ヤマト - 俳優
- 稲吉靖司 - 俳優
- 大前均 - 俳優
- 宇佐美えりな - タレント、グラビアアイドル
- 坂田聡 - 俳優、お笑い芸人
- 大村朋宏 - お笑い芸人、トータルテンボスボケ担当
- ヤマザキモータース - お笑い芸人
- 大川豊 - お笑いタレント、大川興業総裁
- 深沢邦之 - お笑いタレント、Take2ツッコミ担当
- 井上マー - お笑い芸人
- 野口征吾 - 歌手、ダンサー、元FLAMEメンバー
- 三島敏夫 - 歌手、ゴールデンヒット賞
- 木谷真美 - タレント、ラジオパーソナリティ
- 林家三平 - 落語家、元落語協会理事
- 月亭遊方 - 落語家、繁昌亭大賞創作賞
- 立川談之助 - 落語家、真打
- 立川談幸 - 落語家、真打

### アナウンサー
- 中野謙吾 - 日本テレビ放送網アナウンサー
- 渡辺宜嗣 - 元テレビ朝日エグゼクティブアナウンサー
- 青木一雄 - 元NHKアナウンサー、NHK会長賞
- 五木田武信 - 元NHKアナウンサー
- 梶幹雄 - 元ニッポン放送アナウンサー
- 玉置宏 - 元文化放送アナウンサー、横浜にぎわい座初代館長
- 神原智己 - 元札幌テレビ放送アナウンサー
- 丹羽真由実 - 元テレビ金沢アナウンサー
- 小澤昭博 - 讀賣テレビ放送アナウンサー、NNSアナウンス大賞テレビ部門大賞
- 深井瞬 - テレビ新広島アナウンサー
- 山崎達也 - 西日本放送アナウンサー
- 逸見明正 - 元九州朝日放送アナウンサー

### スポーツ
- 鈴木達也 - サッカー選手、グルージャ盛岡ディフェンダー
- 小川佳純 - サッカー選手、Jリーグベストイレブン、Jリーグ新人王
- 三浦龍輝 - サッカー選手、サニックス杯国際ユースサッカー大会U-16日本代表
- 小西得郎 - 野球選手・評論家、野球殿堂表彰者
- 土井淳 - 野球選手、元横浜大洋ホエールズ監督
- 川上憲伸 - 野球選手、北京オリンピック野球日本代表、沢村栄治賞
- 今浪隆博 - 野球選手、北海道日本ハムファイターズ2006年ドラフト指名選手
- 野村祐輔 - 野球選手、最優秀バッテリー賞、日本プロスポーツ大賞最高新人賞
- 足立美穂 - カヌー選手、アテネオリンピック代表
- 伊藤真 - 水泳選手、日本選手権50m自由形優勝
- 林務 - 水泳指導者、元日本オリンピック委員会副会長、元日本水泳連盟副会長
- 金正淵 - スピードスケート選手、ガルミッシュパルテンキルヒェンオリンピック日本代表
- 久永勝一郎 - フィギュアスケート選手、元日本スケート連盟会長、元国際スケート連盟副会長
- 菊池弘泰 - ボクシング功労者、日本ボクシングコミッション初代事務局長、元明治大学理事
- 美月凛音 - プロレスラー、WEWタッグ王座

### その他
- いしかわじゅん - 漫画家、漫画評論家、元手塚治虫文化賞選考委員
- 吉田菊次郎 - パティシエ、ブールミッシュ創業者、現代の名工